# BOPA

Proporczyk organizacji

BOPA (duń. Borgerlige Partisaner; pol. Obywatelscy Partyzanci) – duńska konspiracyjna organizacja ruchu oporu w czasie II wojny światowej

## Historia

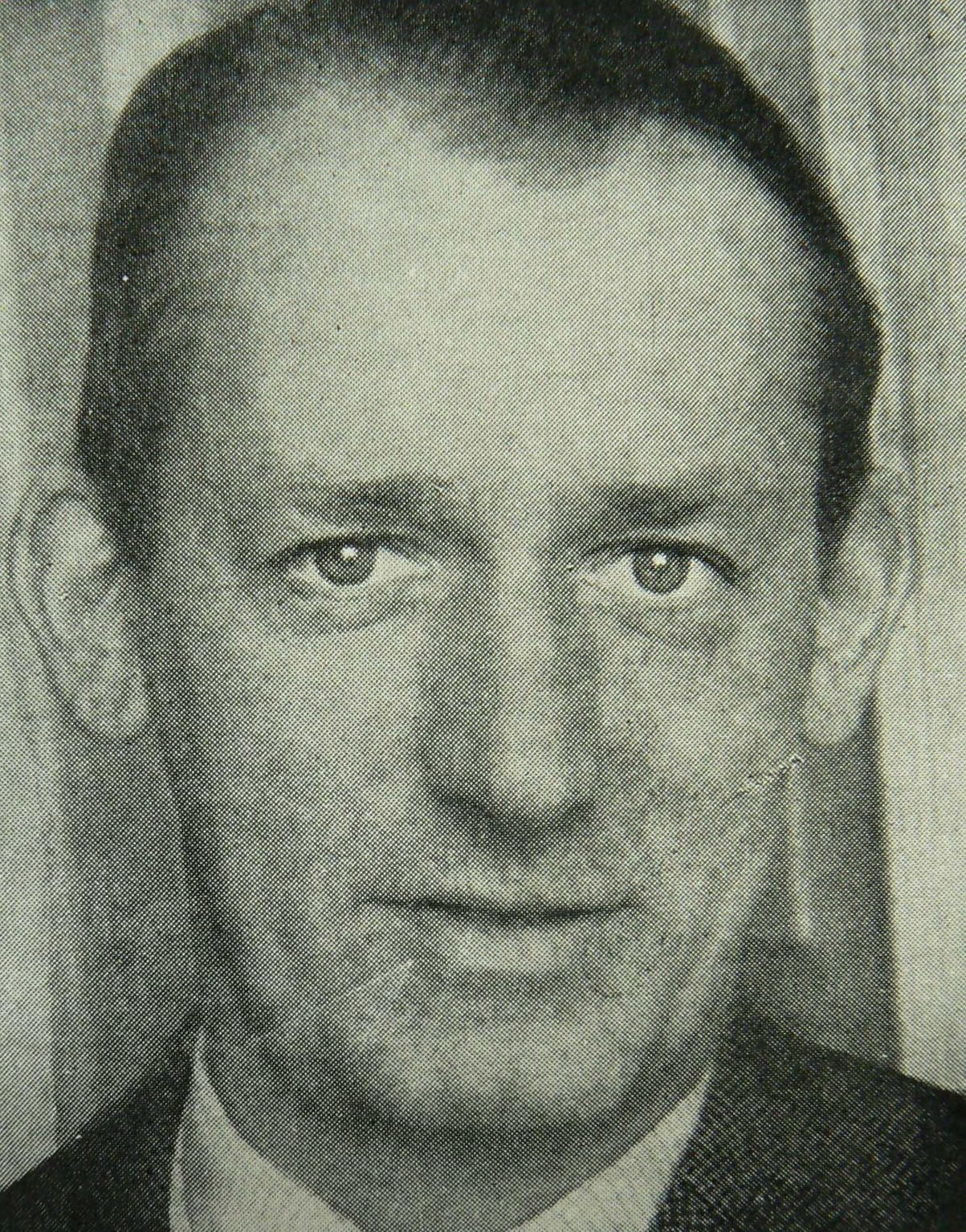
Børge Houmann – przedstawiciel BOPA we Frihedsråd

W 1941 roku lokalne komórki Komunistycznej Partii Danii rozpoczęły tworzenie grup sabotażowych, których trzon stanowili weterani Brygad Międzynarodowych w Hiszpanii. W lutym 1942 roku decyzją Komitetu Centralnego KPD z tych grup sformowano jednolitą organizację zbrojną Komunistiske Partisaner (KOPA) (pol. Komunistyczni Partyzanci). W 1943 roku do organizacji zaczęto przyjmować również studentów niekomunistów, których żartobliwie nazywano Borgerlige Partisaner (pol. burżuazyjnymi partyzantami) lub BOPA. To określenie zostało nową, najpopularniejszą nazwą całej organizacji.
BOPA pierwotnie wykonywała głównie akcje sabotażowe, później zaczęła prowadzić również inne akcje zbrojne. Pierwszy sabotaż wykonała w kwietniu 1942 roku – było to spalenie niemieckiego transportu wojskowego na stacji Frederiksberg. Przeprowadziła m.in.: akcję na fabrykę samolotów „Globus”, fabrykę produkującą części do V-2 w 1944, a w marcu 1945 wysadziła mosty w porcie morskim w Kopenhadze.
Od 1943 organizacja wchodziła w skład Rady Wolności (duń. Frihedsråd), a w 1944 roku weszła w skład utworzonego przy radzie Wydziału Wojskowego (duń Militaer Udvalg).
W marcu 1943 roku nawiązała ona współpracę z duńską sekcją SOE, za pośrednictwem której otrzymywała materiały wybuchowe i uzbrojenie. Samodzielnie prowadziła produkcję pistoletów maszynowych Sten.
W sumie w latach 1941–1945 grupa przeprowadziła łącznie ponad 1000 akcji sabotażowych i około 1000 innych akcji zbrojnych. Przez cały trzyletni okres działania BOPA miała blisko 400 członków, z których tylko 175 pozostało w organizacji do końca okupacji. Około 40 członków zostało zabitych, reszta została aresztowana albo uciekła do Szwecji.
Po zakończeniu II wojny światowej została rozwiązana w sierpniu 1945 roku.